# Erika Žnidaršič
Erika Žnidaršič, slovenska novinarka in televizijska voditeljica, * 18. avgust 1977.

## Življenjepis
Erika Žnidaršič se je rodila 18. avgusta 1977; z družino je do svojega sedmega leta živela v Velikem Osolniku pri Turjaku, nato se je s starši preselila na Breg pri Ribnici.
Po srednji šoli je nameravala oditi na študij plesa v Združene države Amerike, naposled pa se je odločila za študij novinarstva, ki ga je zaključila leta 2003.
Od leta 2000 je delala za informativno oddajo 24ur pri POP TV, kjer je poročala o notranji politiki. Leta 2004 je postala del novinarske ekipe oddaje Trenja.
Nato se je pridružila TV Slovenija; štiri leta je vodila pogovorno oddajo Piramida, ki se je s sporeda poslovila leta 2010. Kasneje je bila novinarka Dnevnika, pa Tednika, nato voditeljica Poročil, zatem Dnevnika ob koncih tedna, začela je delati preiskovalne prispevke za oddaje EkstraVisor. Od leta 2017 je voditeljica oddaje Tarča.
Leta 2022 je postala zmagovalka izbora Ona 365 (za leto 2021), ki ga podeljuje revija Ona Plus po izboru bralcev.

## Zasebno
Živi z dolgoletnim partnerjem Davidom Srdarevom, nekdanjim košarkarjem Slovana, s katerim ima sina in hčer.